# Marko Kump
Marko Kump (ur. 9 września 1988 w Novo mesto) – słoweński kolarz szosowy, zawodnik profesjonalnej grupy Adria Mobil.

## Najważniejsze osiągnięcia
2009
- 1. miejsce na 4. etapie Tour de Slovénie
- 1. miejsce na 3. etapie Tour de l’Avenir
- 1. miejsce na 2. etapie Coupe des Nations Ville Saguenay
- 1. miejsce na 2. etapie Istrian Spring Trophy
- 5. miejsce w G.P. Costa degli Etruschi

2010
- 1. miejsce na 5. etapie Settimana Internazionale di Coppi e Bartali
- 1. miejsce w Tour des Flanders Espoirs
- 1. miejsce w Trofeo Zssdi

2012
- 1. miejsce na 1. etapie Szlakiem Grodów Piastowskich
- 2. miejsce w Trofeo Matteotti
- 1. miejsce w Ljubljana-Zagrzeb
- 1. miejsce w Banja Luka-Belgrad I
- 1. miejsce w Central European Tour Budapest GP
- 1. miejsce w Grand Prix Südkärnten
- 3. miejsce w Istrian Spring Trophy
  - 1. miejsce na 1. etapie
- 5. miejsce w Wyścigu Solidarności i Olimpilczyków
- 2. miejsce w mistrzostwach Słowenii (start wspólny)

2015
- 1. miejsce na 1., 2., 6., 9. i 12. etapie Tour of Qinghai Lake
- 1. miejsce w Małopolskim Wyścigu Górskim
  - 1. miejsce na 1. i 2. etapie
- 1. miejsce w Velothon Sztokholm
- 1. miejsce na 2. etapie Tour of Croatia
- 1. miejsce na 4. etapie Tour de Slovénie
- 1. miejsce na 1. etapie Tour d’Azerbaïdjan
- 1. miejsce w Croatia-Slovenia
- 1. miejsce w Belgrad-Banja Luka I
- 1. miejsce w GP Adria Mobil
- 1. miejsce w Umag Trophy
- 1. miejsce w Porec Trophy
- 1. miejsce na 3. etapie Istrian Spring Trophy

2016
- 1. miejsce na 9. i 10. etapie Tour of Qinghai Lake

2017
- 2. miejsce w Brussels Cycling Classic

2019
- 1. miejsce na 4. etapie Belgrade Banjaluka
- 1. miejsce na 1. etapie Tour of Bihor
- 1. miejsce na 1. etapie CRO Race
- 1. miejsce w GP Slovenian Istria
- 1. miejsce w GP Adria Mobil
- 1. miejsce w GP Kranj
- 1. miejsce w Croatia-Slovenia
- 3. miejsce w mistrzostwach Słowenii (start wspólny)